# 列寧鎮
列宁镇（羅馬化：Rabochiy posyolok imeni V. I. Lenina）是俄罗斯乌里扬诺夫斯克州的市级镇，为该州巴雷什区第三大聚居地、第二大市级镇。地处乌里扬诺夫斯克州西部，位于伏尔加河流域巴雷什河畔，在区行政中心巴雷什及州府乌里扬诺夫斯克西南方，西北侧毗邻同属一区的市级镇扎多夫卡。
该地2022年人口有1,979人；2010年人口2,515；2002年人口2,915；1989年人口3,338。